# Mario Venzago
Mario Venzago est un pianiste et chef d'orchestre suisse né le 1er juillet 1948 à Zurich.

## Études et carrière de pianiste
Mario Venzago vient d’une famille tessinoise d'origine vénitienne mais avec des racines espagnoles. Son frère est le photographe et réalisateur zurichois Alberto Venzago. C’est à l’âge de cinq ans que Mario commence à apprendre le piano. Il poursuit ses études musicales (piano et direction d'orchestre) à l'École Supérieure de Musique et à l’Université de Zurich. Il est l’élève d’Erich Schmid prédécesseur de Simon Rattle à la tête de l'Orchestre symphonique de Birmingham. En début de carrière, il travaille également beaucoup comme pianiste puis est engagé par la Radiotelevisione svizzera di lingua italiana (RTSI). Venzago complète sa formation de chef d’orchestre à Vienne avec Hans Swarowsky et commence à diriger à Lugano.

## Chef d'orchestre
- 1978 (Winterthour) : Venzago se consacre entièrement à la direction à la tête du Winterthurer Stadtorchester jusqu’en 1986.
- 1978 (Genève) : jusqu’en 1986, il est également directeur de l’Orchestre de la Suisse romande à la radio.
- 1978 (Lucerne) : jusqu’en 1986, chef d’orchestre au théâtre.
- 1986 (Heidelberg) : jusqu’en 1989, directeur de musique au Stadttheater Heidelberg.
- 1986 (Francfort-sur-le-Main) : jusqu’en 1989, chef de la Deutsche Kammerphilharmonie.
- 1991 (Graz) : jusqu’en 1994, directeur en chef de l’opéra et de l’Orchestre philharmonique de Graz.
- 1997 (Bâle) : jusqu’en 2003, directeur en chef de l'Orchestre symphonique de Bâle.
- 1999 (Saint-Sébastien) : jusqu’en 2002, directeur en chef de l’Orchestre national basque.
- 2000 (Baltimore) : jusqu’en 2003, directeur artistique du Baltimore Music Summer Festival (où il a succédé à Pinchas Zukerman).
- 2002 (Indianapolis) : directeur en chef de l’Orchestre symphonique d'Indianapolis. Venzago a prolongé son contrat (qui expirait en 2006) par un contrat de durée indéterminée afin de pouvoir continuer le travail commencé à Indianapolis, développé la qualité de l'orchestre et sa reconnaissance aussi bien sur le plan national qu’international.
- 2004 (Göteborg) : jusqu’en 2007, chef principal de l’Orchestre symphonique de Göteborg (où il a succédé à Neeme Järvi).
- De 2010 à 2021 il est titulaire de l’Orchestre symphonique de Berne.

## Chef invité
- Mario Venzago a dirigé beaucoup d’orchestres célèbres lors de festivals, tels que l’Orchestre philharmonique de Berlin au Festival de Salzbourg ou de Lucerne.
- Il dirige également souvent comme chef invité de grands orchestres à Birmingham, Copenhague, Helsinki, Munich (Orchestre philharmonique de Munich, Orchestre symphonique de la Radiodiffusion bavaroise), Leipzig (Orchestre du Gewandhaus de Leipzig), Tokyo (Orchestre symphonique de la NHK), l'Orchestre national royal d'Écosse, le Deutsches Symphonie-Orchester Berlin, Orchestra Sinfonica Siciliana.
- Venzago a plusieurs fois dirigé des opéras et travaillé à cette occasion avec des metteurs en scène comme Ruth Berghaus ou Peter Konwitschny.
- Il a donné des concerts avec des solistes connus tels que Martha Argerich, Bell, Roberto Carnevale, Nelson Freire, Josephowicz, Gidon Kremer, Lang Lang, Levin, Radu Lupu, Mischa Maisky, Anne-Sophie Mutter, Aurèle Nicolet, Ohlson, Mikhail Pletnev, Gil Shaham, Steuermann, Christian Tetzlaff, Maxim Vengerov, Zehtmair, Krystian Zimerman ou Frank Peter Zimmermann et il a travaillé avec des chanteurs de renommée internationales tel que Araiza, Banse, Agnes Baltsa, Ernst Haefliger, Ben Heppner, Kalisch, Naef, Edda Moser, Lucia Popp et Ziesak.
- En Suisse, il a fondé la Philharmonische Werkstatt, un orchestre symphonique indépendant.
- Venzago a créé une version pour orchestre des Noces d’Igor Stravinsky, en se basant sur les sources.
- Il a également créé sa propre version de la Glagolská mše (la Messe glagolitique pour soliste, chœur, orchestre et orgue) de Leoš Janáček.
- 2000/01 (Milan) : il dirige l’Orchestre de la Scala.
- 2000/01 (Londres) : il dirige l'Orchestre philharmonique de Londres.
- 2003 (Philadelphia) : il dirige l'Orchestre de Philadelphie.
- 2004 (Boston) : il dirige l'Orchestre symphonique de Boston.

## Prix
- Grand Prix du Disque
- Diaposon d’or
- Prix Edison

## Discographie
- Avec le Sinfonieorchester Basel il a enregistré l’intégrale de l’œuvre symphonique de Robert Schumann (chez Novalis).
- L’œuvre orchestrale de Luigi Nono est sorti chez Col legno.
- L’œuvre orchestrale de Maurice Ravel est également sorti chez Novalis (2003).
- Les enregistrements des deux opéras d’Othmar Schoeck Vénus et Penthesiléa ont eu un grand écho.